# Steve Hanke
Steve H. Hanke (ur. 29 grudnia 1942 w Macon) – amerykański ekonomista specjalizujący się w gospodarce międzynarodowej, w szczególności w polityce monetarnej.
Posiada tytuł doktora. U początków swojej kariery wykładał ekonomię na Colorado School of Mines oraz University of California w Berkeley. Od 2005 jest profesorem ekonomii stosowanej na Johns Hopkins University.
W latach 1981–1982, w okresie administracji Ronalda Reagana, był starszym ekonomistą w Radzie Doradców Gospodarczych. W 1995 i 1996 pracował jako doradca Domingo Cavallo, Ministra Gospodarki Argentyny. Podobne funkcje pełnił w Urugwaju i czterech krajach Europy Wschodniej. Od 1997 publikuje w Forbes, w rubryce Punkt widzenia. W 1997 został doradcą specjalnym Indonezyjskiej Rady Stabilności Monetarnej i Gospodarczej, i pełnił tę funkcję do 2005.
Ponadto od 2005: Starszy członek Cato Institute, Dyrektor funduszu inwestycyjnego działającego na rynkach wschodzących – The Democratic Century Fund oraz Członek Światowego Forum Ekonomicznego w Genewie.

## Publikacje
- The Montenegrin Marka (1999)
- The Revolution in Development Economics (1998)
- Currency Boards: The Financing of Stabilization (1997)
- Alternative Monetary Regimes for Jamaica (1996)
- Currency Boards for Developing Countries (1994)
- Russian Currency and Finance (1993)
- Monetary reform for a free Estonia: A Currency board solution (1992)
- Currency Reform for a Market-oriented Cuba (1992)
- Capital Markets and development (1991)
- Monetary Reform and the Development of a yugoslav Market economy (1991)
- Privatization and development (1988)
- Toward Growth: A Blueprint for Economic rebirth in Israel (1988)